# Ruppia drepanensis
Ruppia drepanensis é uma espécie de planta com flor pertencente à família Ruppiaceae. 
A autoridade científica da espécie é Tineo ex Guss., tendo sido publicada em Fl. Sicul. Syn. 2(2): 878. (Jul 1844-Set 1845).

## Portugal
Trata-se de uma espécie presente no território português, nomeadamente em Portugal Continental.
Em termos de naturalidade é nativa da região atrás indicada.

## Protecção
Não se encontra protegida por legislação portuguesa ou da Comunidade Europeia.